# Bill Hudson
Bill Hudson, född 13 juli 1983 i São Paulo, Brasilien, är en heavy metal-gitarrist som spelar i det brittiska power metal-bandet Power Quest och i bandet Coldera.
Han var tidigare sologitarrist i det  amerikanska bandet Cellador. Hudson har också spelat med andra artister, bland annat Trans-Siberian Orchestra, Circle II Circle, Nightrage och Power Quest. Han är också sologitarrist i Jon Oliva's Pain, tillsammans med Jon Oliva, keyboardist och frontfigur i Savatage. Sedan 2017 är han gitarrist i Udo Dirkschneider's band U.D.O..

## Diskografi (urval)
- Cellador – Enter Deception (Metal Blade Records, 2006)
- Avian – Ashes and Madness  (Nightmare Records, 2007)
- Vernon Neilly & Friends – A Tribute to Stevie Wonder (Boosweet Records, 2007)
- Power Quest – Master of Illusion  (Napalm Records, 2008)
- Echoterra – The Law of One (2008)
- Infernaeon – From Genesis to Nemesis (Prosthetic Records, 2010)
- Circle II Circle – Seasons Will Fall (earMUSIC, 2012)
- Metal Gear Rising: Revengeance (Soundtrack, 2012)
- Emphatic – Another Life (Epochal Artists, 2013)
- Stardust Reverie Project – Ancient Rites of the Moon (Avispa, 2014)
- Once Human – "The Life I Remember" (earMUSIC, 2014)
- Circle II Circle – Live at Wacken (earMUSIC, 2014)
- Westfield Massacre – "Westfield Massacre" (Urban Yeti Records, 2015)
- Circle II Circle – Reign of Darkness (earMUSIC, 2015)
- Stardust Reverie Project – Proclamation of Shadows (Kuiama Records, 2015)